# 腹直筋
腹直筋（ふくちょくきん、英語: rectus abdominis）は、腹部の筋肉のうち前腹壁の中を走る前腹筋の一つ。一般的に腹筋（ふっきん）やシックスパックとして知られる。
恥骨の恥骨結合部、および恥骨結節上縁を起始とし上方に向かい第5〜第7肋軟骨と剣状突起に付着する。途中で3〜4個の腱画により分画されている。腹筋群を構成する筋肉のうち、最も表層に位置している。
体幹部の屈曲や回旋、側屈に関与し、呼吸にも寄与している。また、腹圧を加える作用があり、それによって排便や分娩、咳などにも寄与している。
Rectus abdominisは、「rectus=まっすぐな」、「abdomen=腹」よりきている。

腹直筋鞘
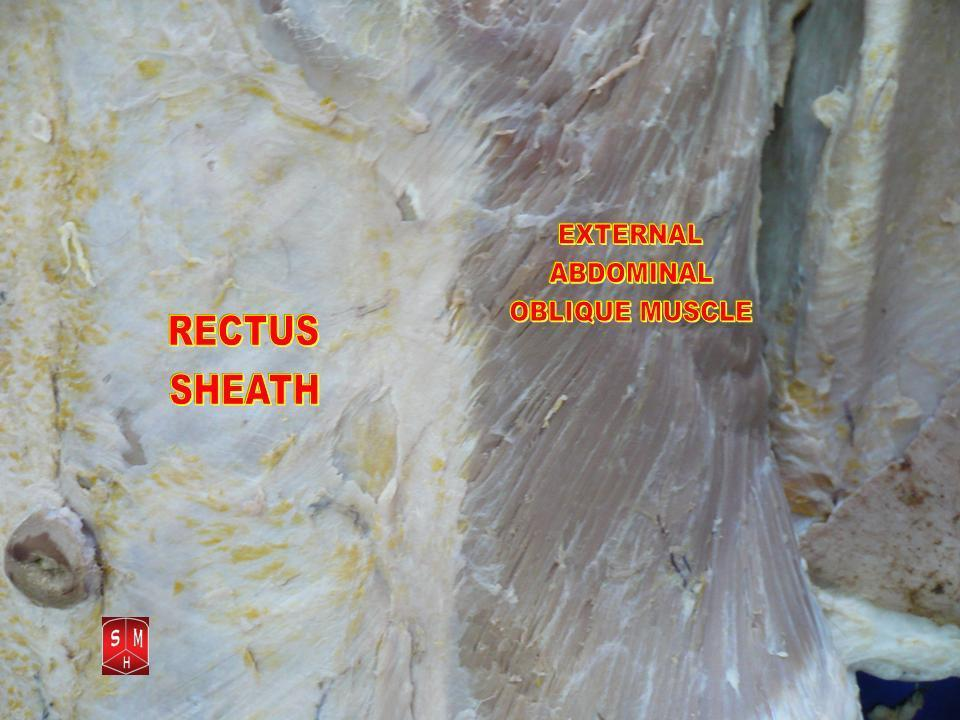
Rectus sheasth: 腹直筋鞘、External abdominal oblique muscle: 外腹斜筋
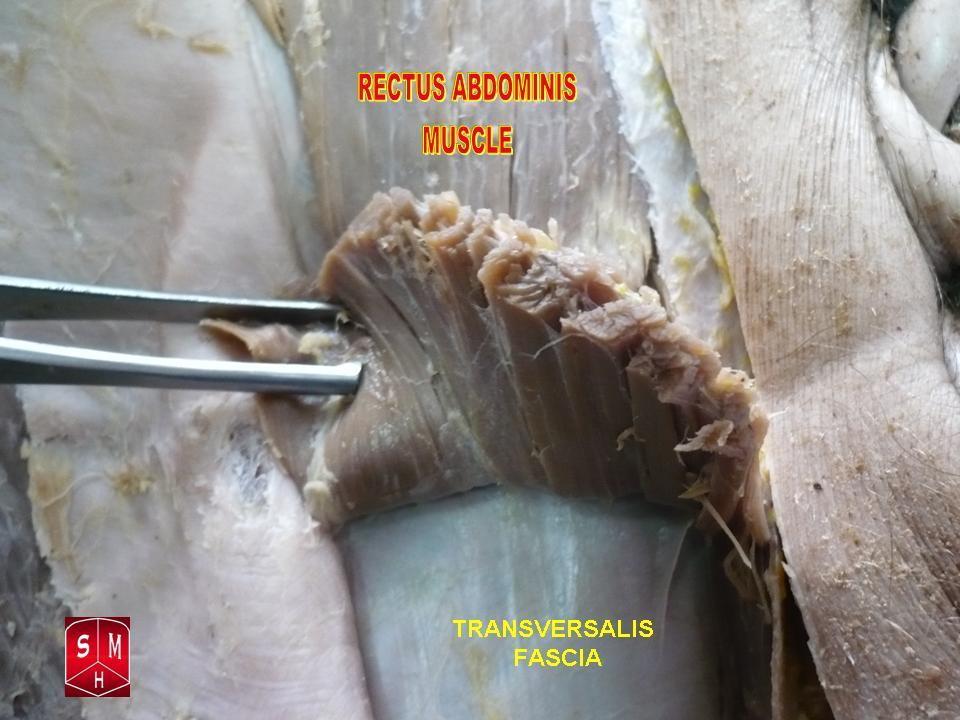
Rectus abdominis muscle: 腹直筋、Transversalis fascia: 腹横筋膜